# パリの大泥棒
『パリの大泥棒』（ぱりのおおどろぼう、Le voleur）は1967年のフランスのサスペンス映画。ルイ・マル監督の作品で、出演はジャン＝ポール・ベルモンドなど。

## ストーリー
20世紀初頭のパリに有名な泥棒ジョルジュ・ランダルがいた。ある年、パリ警察が大々的な泥棒狩りを行ったので、ジョルジュはロンドンに拠点を移す。ここで彼は小さい時に一緒に暮らし、愛していた従妹のシャーロットに再会した。彼はシャーロットと共に、小さい頃の自分から全財産とシャーロットを奪った伯父の財産を奪う計画を立てる。

## キャスト
| 役名                 | 俳優                         | 日本語吹替                              |
| 役名                 | 俳優                         | NETテレビ版                             |
| -------------------- | ---------------------------- | --------------------------------------- |
| ジョルジュ・ランダル | ジャン＝ポール・ベルモンド   | 日下武史                                |
| シャーロット         | ジュヌヴィエーヴ・ビジョルド | 小谷野美智子                            |
| ジュヌヴィエーヴ     | マリー・デュボワ             | 二階堂有希子                            |
| ラマルジェル         | ジュリアン・ギオマール       | 島宇志夫                                |
| ロジャー・ラ・ホンテ | ポール・ル・ペルソン         | 今西正男                                |
| イダ                 | フランソワーズ・ファビアン   |                                         |
| ルネ                 | マルティーヌ・サルセイ       |                                         |
| ベルジェール         | マルレーヌ・ジョベール       |                                         |
| 不明 その他          |                              | 納谷六朗 増山江威子 沢田敏子 木原正二郎 |
|                      |                              |                                         |
| 演出                 | 演出                         | 中野寛次                                |
| 翻訳                 | 翻訳                         | 木原たけし                              |
| 効果                 |                              |                                         |
| 調整                 |                              |                                         |
| 制作                 | 制作                         | 東北新社                                |
| 解説                 | 解説                         | 淀川長治                                |
| 初回放送             | 初回放送                     | 1975年3月16日 『日曜洋画劇場』          |

## スタッフ
- 監督：ルイ・マル
- 製作：ルイ・マル
- 原作：ジャン・ジャック・ポヴェール
- 脚色：ルイ・マル、ジャン・クロード・カリエール
- 台詞：ダニエル・ブーランジェ
- 撮影：アンリ・ドカエ
- 音楽：アンリ・ラノエ